# Nedvigovka

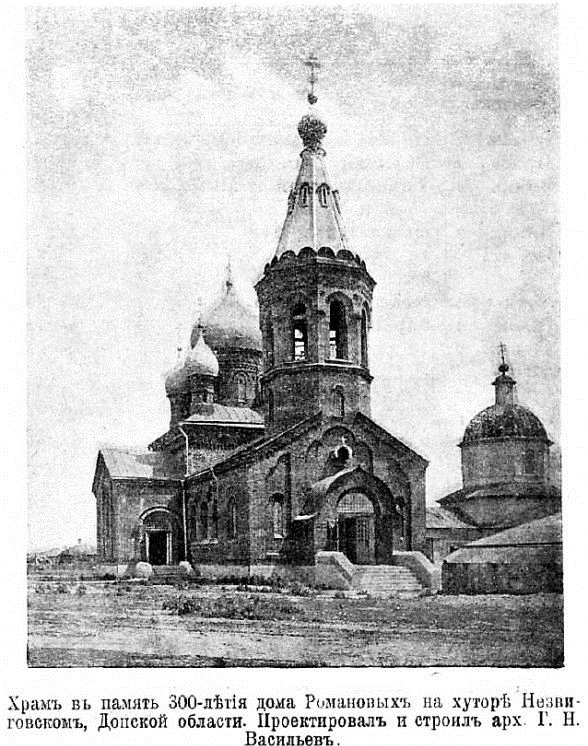
Église de la dormition de lavierge (1914).

Nedvigovka (en russe : Недви́говка) est un khoutor du raïon Miasnikovski de l’oblast de Rostov. C’est le centre administratif de la commune rurale de Nedvigovka.

## Géographie
Le village se trouve sur la rive droite du bras du Don Mertvy Donets.

## Histoire
Le village est mentionné pour la première fois en 1793 comme sloboda. En 1850 il obtient le statut de khoutor.

## Démographie
En 2010 le khoutor avait 1 942 habitants.